# Famille Maitrier
La famille Maitrier est une famille française originaire de Langres (Haute-Marne).

## Personnalités
- Bernarde Maistrier, mère de Quantin Tabourot, peintre à Langres en 1575[1] ;

### Branche de Dijon
- Thibaud Maistrier (Dijon vers 1629 - Toulouse 1675), peintre, sculpteur, gendre de Jehan Frédeau, sculpteur, architecte ;
  - Anthoine Maistrier (Toulouse vers 1671 - Paris avant 1729), peintre, membre de l'académie de Saint-Luc à Paris, demeurant au pont Saint-Michel, fils de Thibaud ;
  - Jehan Maistrier, sculpteur à Beaune en 1704 et à Dijon, fils de Thibaud ;

### Descendance à Langres
- Valère Maitrier (Langres 1781 - 1871), chasseur à cheval, puis au 1er régiment d'artillerie de la Garde, fils de Jean-Louis ;
- Nicolas Maitrier (Langres 1788 - Courcelles 1874), au 15e régiment de chasseurs à cheval, médaillé de Sainte-Hélène, frère de Valère ;
- Jean-Baptiste Maitrier (1825-1892), de Langres, membre de la Société entomologique de France, auteur d'une Étude sur le reboisement des montagnes[2], médaille de l'Association scientifique de France[3], fils de Valère ;
- Eugène Maitrier (Langres 1849), d'abord précepteur à Langres, puis curé d'Ecot ; auteur d'une partie du fonds Mugnier-Maitrier ; petit-fils de Valère[4] ;
- Paul Maitrier (Langres 1850), frère d'Eugène, curé de Saint-Dizier, professeur à la maîtrise de Langres depuis 1876[4] ;
- Pierre Maitrier (Langres 1856), imprimeur, éditeur à Langres. Formé chez les Didot à Paris, il a publié la revue L'Ami du clergé, le journal La Croix de la Haute-Marne, et quelques auteurs comme Ulysse Chevalier, Georges Bizet (Dix jours à Alger, Souvenirs de voyages), Hippolyte Blanc ;
- Henri Maitrier (Langres 1874 - 1949), alpiniste, géographe ;
- Paul Maitrier (vers 1875 - Langres 1949), prêtre, chanoine de Dijon, philologue, archéologue, historien. Neveu d'Eugène et Paul[5] ;
- Marcel Maitrier (Langres 1891 - 1961), fils de Pierre, prêtre, professeur de théologie au Séminaire de Langres[6] ;
- Louis Maitrier (Langres 1895 - Paris 1944), frère du précédent, dit Louis Soldo ou Sam Tilden, pianiste de jazz, il découvre en 1934 la chanteuse Édith Piaf[7] pour laquelle il a composé des chansons[8],[9],[10],[11] ;
- Georges Maitrier (1917-1990)[12], du SDECE, général de gendarmerie, commandeur de l'ordre de l'Étoile équatoriale[13] ;
- Gregory Maitrier (1975), auteur avec Marie-José Cantalejo de l'Anuario bolivariano de Informacion de Venezuela (ABIVEN), Université bolivarienne du Venezuela, Éditions Victor J, 2007. Petit neveu de Georges.

### Branche américaine
- Jean-Pierre Maitrier, lieutenant dans l'armée confédérée américaine en 1862. Branche de Langres établie au Québec puis en Louisiane[14] ;
- Pierre-Louis Maitrier, engagé en 1862 du côté sudiste dans la Guerre de Sécession, frère de Jean-Pierre ;

## Autres Maistrier / Maitrier non rattachés

### Anciens
- Mathieu Maistrier, sergent en 1332 de Jeanne de France, comtesse de Bourgogne et d'Artois[15], chargé de l'arrestation à Arras de Jeanne de Divion, accusée d'avoir empoisonné Mahaut d'Artois († 1329) et sa fille Jeanne II de Bourgogne († 1330)[16] ;
- Léodegard Maistrier, moine cistercien en 1468 à Auberive[17] ;
- Mathieu Maistrier, nommé en 1475 conseil juré de Neufchâteau-en-Champagne, à l'époque des menées de Charles le Téméraire, duc de Bourgogne ;
- Michelle Maistrier, femme de Didier Morel, exerce son droit au retrait lignager, par arrêt donné en 1567 en la coutume de Sens avec Jean Davaugour[18], sieur de Boudreville[19] ;
- Léonard Maitrier, carme, en religion frère Marc de Saint-Léonard, « pridie Kal. cleceinb. an. CIDIOCXXX [1630] apud Lingones natus »[20] ;

### Modernes
- Jean-Louis Maitrier (1752 - 1819)[21], receveur des domaines du duché de Carignan (qui était possédé par Louise de Bourbon, duchesse de Châteauvillain et d'Arc), puis en 1801 des domaines du département de la Roër à Cologne. Selon une note secrète adressée par Savary à Napoléon en pleine campagne d'Allemagne (entre la bataille de Dennewitz et celle de Leipzig), son arrestation, ou celle de son fils receveur aussi, a été faite sur le rapport d'un commissaire spécial l'accusant d'assassinat[22] ;
- Louis Maitrier, chef d'orchestre de l'opéra-comique à Paris en 1922[23],[24] ;

## Armes et devise
Armes :
- « De gueules semé de tourteaux, au chevron brisé, accompagné en chef de deux étoiles à six rais et en pointe d'un cœur, le tout d'or »
- « De gueules semé de tourteaux d'argent, au palmier d'or terrassé de même issant d'un cœur de gueules, le tronc accosté de deux étoiles à six rais aussi d'argent »[25]

Devise : « Maistrizier »